# Charlevoix megye
Charlevoix megye az Amerikai Egyesült Államokban, azon belül Michigan államban található. Megyeszékhelye Charlevoix, legnagyobb városa Boyne City. Lakosainak száma 26 054 fő (2020. április 1.). Charlevoix megye Mackinac, Antrim, Cheboygan, Otsego, Schoolcraft, Leelanau és Emmet megyékkel határos.

## Népesség
A megye népességének változása:
| Lakosok száma | 25 908 | 26 012 | 26 032 | 26 129 | 26 238 | 26 054 |
|               | 2010   | 2011   | 2012   | 2013   | 2015   | 2020   |